# احمس-مریت‌آمون (دودمان هفدهم)
احمس-مریت‌آمون (انگلیسی: Ahmose-Meritamon) یا به‌طور خلاصه مریت‌آمون، یک شاهدخت در مصر باستان در دوران حکمرانی دودمان هفدهم مصر بود. او احتمالاً یکی از دختران فرعون تائو دوم بود.
مومیایی او در مخفیگاه دیر البحری (دی‌بی۳۲۰) کشف شد و اکنون در موزه مصر قاهره نگهداری می‌شود. کفنی که روی پیکرش بوده، نام و القاب او را ذکر کرده: «دختر سلطنتی، خواهر سلطنتی، مریت‌آمون».
گستون مسپرو در مورد هویت این مومیایی تردید داشت، اما گرافتن الیوت اسمیت در شرحی که از مومیایی‌های سلطنتی ارائه کرده، می‌گوید که روش مومیایی کردن او با سبک رایج در دودمان هجدهم مصر است.
این مومیایی متعلق به زنی سالخورده و نسبتاً کوتاه‌قامت است. اندام‌های داخلی‌اش از طریق یک بریدگی در سمت چپ بدن خارج شده و حفرهٔ بدنش با پارچه‌های کتانی آغشته به رزین و خاک‌ارهٔ معطر پر شده است. بررسی‌های انجام‌شده روی مومیایی نشان می‌دهد که پیش از مرگ، ضربه‌ای به سرش وارد شده که ویژگی‌های آن با جراحت ناشی از زمین‌خوردن به پشت، مطابقت دارد. بدنش به‌شدت توسط دزدان مقبره آسیب دیده؛ دست‌هایش از بین رفته‌اند که احتمالاً در دوران باستان شکسته شده‌اند. در سال ۲۰۲۰، از مومیایی او سی‌تی‌اسکن گرفته شد. بر اساس تصاویر به‌دست‌آمده، برآورد می‌شود که وی حدود ۵۰ ساله بوده و قدی در حدود ۱۵۱ سانتیمتر (۴٫۹۵ فوت) داشته است. او به تصلب شرایین پیشرفته (آترواسکلروز) مبتلا بوده و احتمال می‌رود که بر اثر حملهٔ قلبی ناگهانی درگذشته باشد. حالت غیرعادی بدنش حاکی از آن است که در همان وضعیتی که مرده، بدن سفت شده؛ یعنی پیش از آن‌که بدنش پیدا شود، جسد دچار جمود نعشی شده بود.
او نباید با خواهرزاده‌اش، احمس-مریت‌آمون که همسر فرعون آمنهوتپ یکم شد، اشتباه گرفته شود.